# 11432 Kerkhoven
11432 Kerkhoven è un asteroide della fascia principale. Scoperto nel 1973, presenta un'orbita caratterizzata da un semiasse maggiore pari a 3,1317549 UA e da un'eccentricità di 0,1437842, inclinata di 0,71179° rispetto all'eclittica.